# Mutimiro di Serbia
Mutimiro (in serbo Мутимир?, Mutimir; in greco bizantino Μουντιμῆς, trasl. Muntimes) (tra 830 e 840 – 891) fu un sovrano serbo che regnò sul Principato di Serbia dall'850 circa all'891.
Primogenito di Vlastimiro e pronipote dell'Arconte sconosciuto, che guidò le comunità serbe dalla Serbia bianca fino ai Balcani, inizialmente governò insieme ai suoi due fratelli minori, con i quali sconfisse in maniera netta l'Impero bulgaro. Per garantire la pace stipulata con quest'ultima, inviò i suoi fratelli in Bulgaria, ma per ragioni ignote questi ultimi si ribellarono a Mutimiro. Egli tuttavia riuscì a sbaragliarli, si alleò con l'imperatore bizantino Leone VI il Saggio e governò la Serbia in concomitanza della conclusione del processo di cristianizzazione dei serbi e dell'istituzione dell'eparchia di Ras.

## Contesto storico
Si pensa che la rapida estensione compiuta dall'Impero bulgaro a scapito delle comunità slave situate in Macedonia avesse spinto i serbi a coalizzarsi in un'entità proto-statale. A completare il processo di unione delle varie tribù serve fu Vlastimir, subentrato al padre Prosigoj nell'830 circa.
Secondo Costantino VII Porfirogenito, i serbi e i bulgari avevano convissuto pacificamente come vicini fino all'invasione bulgara dell'839 (negli ultimi anni di vita di Teofilo). Non si sa cosa scatenò effettivamente la guerra, dato che Porfirogenito non fornisce un resoconto esaustivo. È infatti ignoto se essa scoppiò per via del deterioramento delle relazioni serbo-bulgare dovuto alle conquiste bulgare compiute a sud-est oppure per via dell'inasprimento delle relazioni bilaterali bizantino-bulgare. Non è improbabile che l'imperatore bizantino abbia giocato un ruolo nel conflitto: essendo in guerra con gli arabi, potrebbe aver spinto i serbi a scacciare i soldati bulgari dalla Macedonia occidentale, azione che avrebbe giovato anche a lui. Secondo John Bagnell Bury, questa alleanza spiegherebbe l'azione militare compiuta dall'imperatore bulgaro Malamir (r. 831-836). Zlatarski suppone che l'imperatore avesse offerto ai serbi la completa indipendenza in cambio. Secondo Porfirogenito, i bulgari volevano continuare la loro conquista delle terre slave e sottomettere i serbi, alleati di Costantinopoli. Presiano I (r. 836-852) invase il territorio serbo nell'839, scatenando un conflitto che si trascinò per tre anni e terminato con la vittoria dell'esercito serbo capeggiato da Vlastimir. Quest'ultimo espulse Presiano dalla Serbia, causando molte vittime tra le file avversarie e impedendogli di compiere nuove acquisizioni. I serbi poterono confidare sulla loro conoscenza della geografia locale, considerando che sfruttano in maniera efficace la presenza di foreste e gole. La guerra terminò con la morte di Teofilo nell'842, evento che sciolse Vlastimiro dai suoi obblighi di vassallaggio nei confronti di Costantinopoli. La guerra si concluse con la morte di Teofilo nell'842, che liberò Vlastimiro dai suoi obblighi verso l'Impero bizantino, ma diede anche ai bulgari l'opportunità di annettere la regione di Ocrida, Bitola e Devol nell'842-843.
La sconfitta dei bulgari, che nel IX secolo risultavano una delle maggiori potenze dell'Europa sud-orientale, dimostra che la Serbia era uno Stato organizzato, pienamente in grado di difendere i propri confini e dotato di un'organizzazione militare e amministrativa molto elevata. Non è noto se all'epoca di Vlastimiro la Serbia disponesse di un sistema di fortificazioni e avesse sviluppato strutture militari con ruoli ben definiti degli zupani. Dopo la vittoria sui bulgari, il prestigio di Vlastimiro aumentò e, secondo Fine, egli continuò a espandersi verso ovest, conquistando la Bosnia e l'Erzegovina (nota come Hum). Mentre avvenivano queste conquiste, le regioni di Braničevo, della Morava, del Timok, del Vardar e del Podrimlje finirono sotto l'egemonia bulgara.

## Biografia

Europa centrale e sudorientale intorno all'850

Vlastimiro morì tra l'845 e l'850 e il potere fu spartito in capo ai suoi tre figli, ossia Mutimiro, Stroimiro e Goinico. Nonostante si trattasse formalmente di un triumvirato, nella sostanza era Mutimiro a detenere il dominio supremo, mentre i due fratelli agivano come suoi vassalli.
Nell'853 circa, un esercito bulgaro guidato da Vladimiro, figlio di Boris I di Bulgaria, invase la Serbia nel tentativo di vendicarsi della precedente sconfitta (guerra bulgaro-serba (853)). Le armate serbe, agli ordini di Mutimiro e dei suoi fratelli, surclassarono i bulgari, facendo prigioniero Vladimiro e dodici boiardi. Boris I e Mutimiro si accordarono per la cessazione delle ostilità e forse suggellarono persino un'alleanza, con il sovrano serbo che decise di inviare i suoi figli Bran e Stefano al confine per scortare i prigionieri, dove avvenne uno scambio di doni in segno di pace. Boris fece loro «ricchi regali», mentre a lui furono dati «due schiavi, due falchi, due cani e ottanta pellicce».
Per ragioni ignote, in seguito insorse un conflitto interno che portò Mutimiro a bandire i due fratelli minori, i quali chiesero asilo corte bulgara. Secondo alcuni studiosi, il motivo della faida andrebbe ricercato in un tradimento. Mutimiro, dal canto suo, costrinse il figlio di Gojnik, Petar, a rimanere alla sua corte per ragioni politiche. Ciononostante, Petar riuscì comunque a fuggire dopo poco tempo in Croazia.
Alla cristianizzazione dei serbi che andava ormai completandosi fece seguito l'istituzione del cristianesimo come religione di stato. Il principe Mutimiro chiese infatti all'imperatore bizantino Basilio I il Macedone (r. 867-886) di inviare dei sacerdoti in territorio serbo; in quel frangente, Mutimiro accettò la richiesta di vassallaggio e di autorità nominale sulla Serbia richiesta da Basilio e, poco dopo, partirono dei chierici da Costantinopoli. Questi eventi avvennero nell'ambito di un contesto storico di più ampio respiro, durante il quale l'Impero bizantino si interessò fortemente a quanto succedeva nei Balcani. Nell'866, gli abitanti di Ragusa, in Croazia, avevano chiesto aiuto a Basilio perché attaccati da una flotta di saraceni. L'imperatore rispose positivamente alla richiesta di aiuto e inviò delle navi comandate dall'ammiraglio Niceta Orifa per sovvertire l'andamento dell'assedio di Ragusa. Quando poi i narentani, di fede pagana, saccheggiarono una nave com a bordo degli emissari di ritorno da Costantinopoli, Basilio I reagì di stizza e inviò una flotta che successivamente li sottomise. Così, nell'878, la Dalmazia, che di recente era stata amministrativamente compresa in un thema, poté dirsi sotto il dominio bizantino, malgrado non funzionò il tentativo di sottoporre la regione a un controllo più incisivo. Ad ogni modo, al contempo la maggior parte di quel territorio finì per rientrare sotto la giurisdizione religiosa del Patriarcato ecumenico di Costantinopoli.
Mutimiro morì nell'891 e gli succedette il figlio maggiore, Pribislavo. Molto probabilmente fu sepolto nella chiesa di Pietro e Paolo a Ras, così come Petar (r. 892-917). Mutimiro e suo figlio Pribislavo sono stati forse inseriti nell'Evangeliario Forogiuliese (Preuuisclavo), circostanza che potrebbe lasciare intendere dei contatti serbi con Aquileia. Il passaggio della Serbia al cristianesimo coinciderebbe, quindi, con analoghi percorsi di conversione su larga scala avviati in Moravia e in Bosnia-Slavonia (come, del resto, anche in Bulgaria) e suggerirebbe un'azione coordinata nell'Europa sud-orientale pianificata da Roma.

### Cristianizzazione

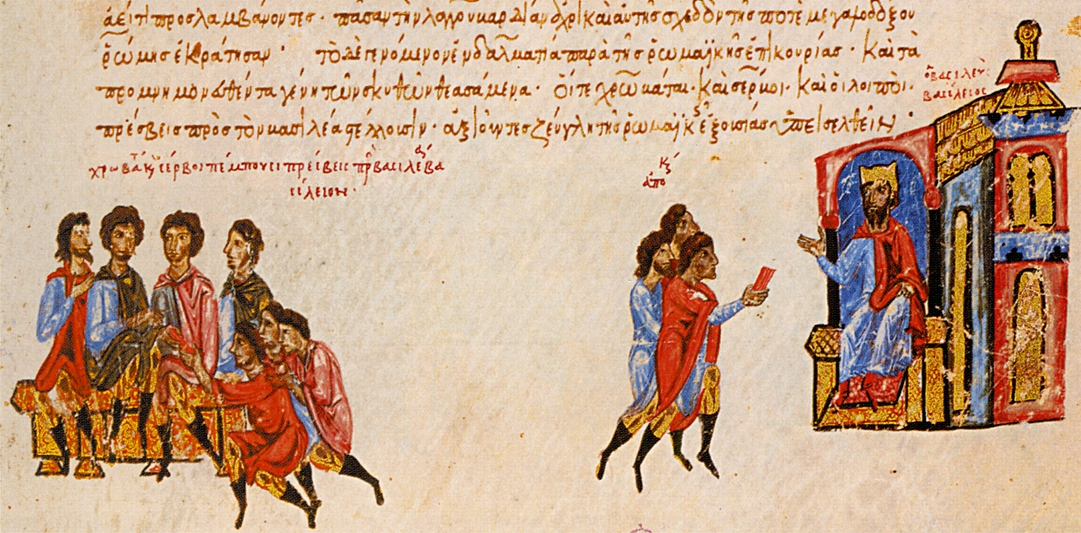
L'imperatore Basilio I riceve le delegazioni di croati e serbi

I serbi furono battezzati da missionari giunti da Costantinopoli e inviati da Basilio I, dopo che Mutimiro aveva riconosciuto la sovranità bizantina. Basilio potrebbe aver inviato anche un vescovo. La cristianizzazione fu dovuta in parte all'influenza bizantina e successivamente a quella bulgara. È importante segnalare che almeno durante il governo di Kocel di Pannonia (r. 861-874) sussistettero degli scambi tra la Serbia e la Grande Moravia. Il papa era presumibilmente consapevole di questa circostanza quando ipotizzò di convocare Cirillo e Metodio. La costa dalmata rimase in mano all'autorità bizantina fino a nord di Spalato per lungo tempo. È possibile che alcuni discepoli di Cirillo e Metodio avessero raggiunto la Serbia tra 870 e 880, forse su sollecito dello stesso Metodio. Gli storici ritengono che la Serbia abbracciò definitivamente il cristianesimo a partire dall'870 circa. La duratura identità cristiana è evidente nella tradizione dei nomi teoforici nella successiva generazione di sovrani serbi: Petar Gojniković, Stefano Mutimirović e Pavle Branović. Bisogna in ultimo ricordare che "Petros" e "Stephanos" sono entrambi nomi tipicamente bizantini.

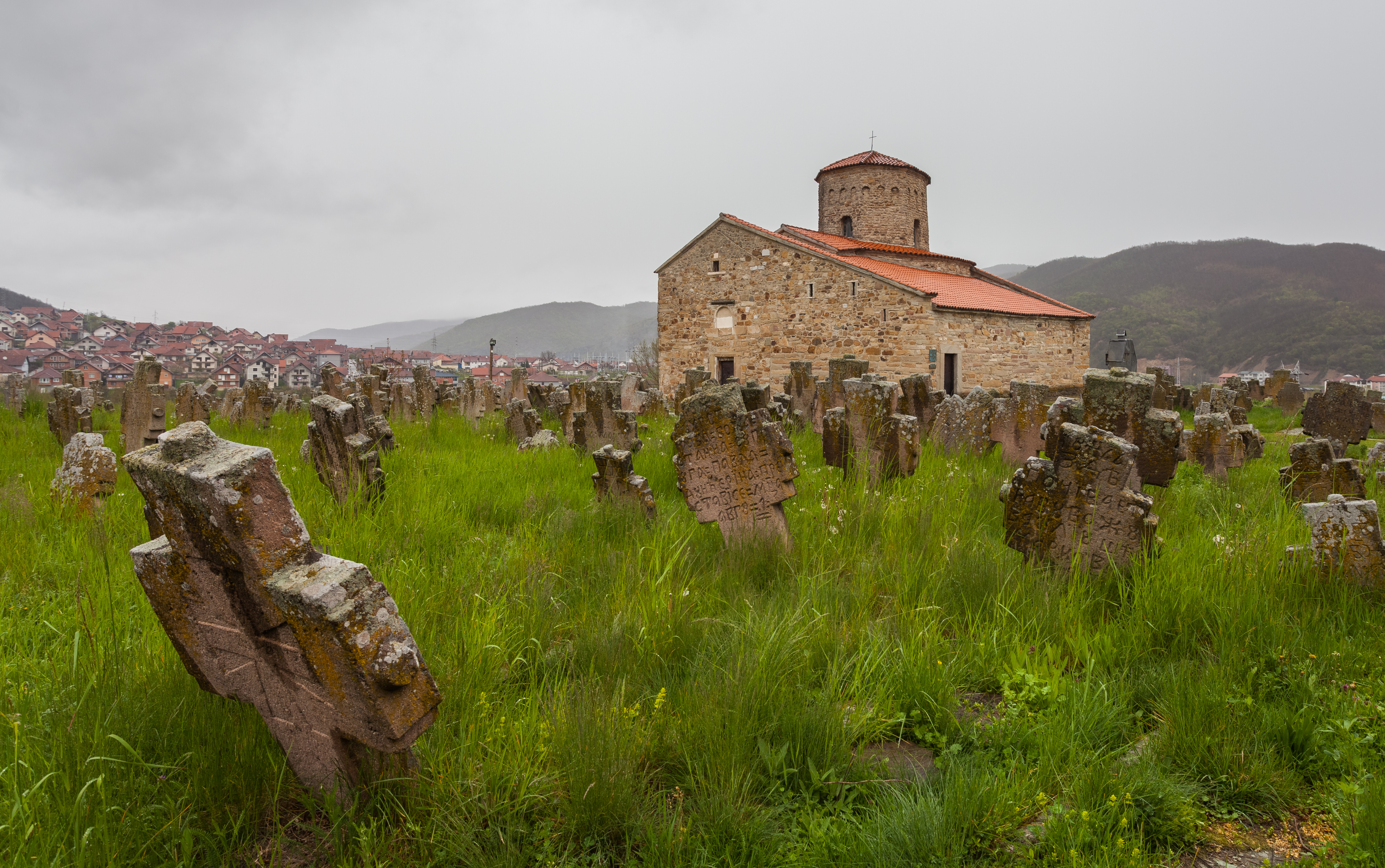
La Chiesa dei Santi Apostoli Pietro e Paolo di Ras, riconosciuta patrimonio mondiale dell'umanità dall'UNESCO assieme al complesso di Stari Ras

La prima sede vescovile serba, l'eparchia di Ras, fu fondata nel centro politico di Ras, vicino all'odierna Novi Pazar e sul fiume Ibar. È incerto se fosse stata sottoposta in principio alla diocesi di Spalato o di Durazzo, entrambe allora bizantine. La prima chiesa dei Santi Apostoli Pietro e Paolo a Ras può essere datata al IX-X secolo; la pianta circolare di cui si fregia era caratteristica delle cappelle più antiche. La sede vescovile fu istituita poco dopo l'871, mentre Mutimiro era al potere, e rientrava nel piano generale di istituzione di vescovadi nelle terre slave dell'Impero, come confermato dal Concilio di Costantinopoli dell'879-880. L'eparchia di Braničevo fu fondata nell'878 sostituendo quella di Viminacium e di Horreum Margi.
Mutimiro mantenne la comunione con il patriarcato ecumenico di Costantinopoli quando papa Giovanni VIII lo invitò a riconoscere la giurisdizione del vescovato di Sirmio in una lettera risalente al maggio dell'873. Sia il clero serbo sia quello bulgaro adottarono come lingua liturgica lo slavo ecclesiastico antico al posto del greco.

## Nella cultura di massa
Il film Boris I (titolo originale: Борис Първи) del 1985, incentrato come si desume dal titolo sulla vita di Boris I di Bulgaria, analizza parzialmente le fasi di stipula del trattato di pace siglato tra Mutimiro e il sovrano bulgaro.

### Esplicative
1. ↑  Nome: La prima attestazione del suo nome è il greco "Muntimiros" (Μουντιμῆρος) (De administrando imperio, cap. 32), in latino "Muntimerus" ( Johann Grosse II (Héritiers), Nova acta eruditorum, 1764,  p. 169.) (Muntimer), in serbo "Mutimir". Discendente di "Višeslavić", suo padre era "Vlastimiro", quindi, secondo la prassi dei nomi contemporanea, il suo nome era "Mutimir Vlastimirović Višeslavić".

### Bibliografiche
1. ↑   Prospetto cronologico della storia della Dalmazia: con riguardo alle provincie slave contermini, Tip. Fratelli Battara, 1863,  p. 88.
2. 1 2 3 4 5  Bury (1912), p. 372.
3. ↑  Fine (1991), pp. 109-110.
4. ↑  Živković (2008), p. 208.
5. 1 2 3 4 5 6  Fine (1991), p. 141.
6. 1 2  Fine (1991), p. 110.
7. 1 2  Runciman (2018), p. 77.
8. ↑  Fine (1991), pp. 108, 110.
9. ↑  Houtsma (1993), p. 199.
10. ↑  (EN) Accademia bulgara delle scienze, Information Bulgaria. A Short Encyclopaedia of the People's Republic of Bulgaria, Pergamon Press, 1985,  p. 256, ISBN 978-00-80-31853-0.
11. ↑  Živković (2006), p. 19.
12. ↑  Živković (2008), pp. 222-223.
13. ↑  De administrando imperio, pp. 154-155.
14. 1 2 3  (EN) Đ. Đekić, Why did prince Mutimir keep Petar Gojnikovic?, in Teme, vol. 33, n. 2, 2009,  pp. 683-688.
15. ↑  De administrando imperio, p. 152.
16. 1 2  Ćirković (2004), p. 15.
17. 1 2 3 4 5 6 7 8 9 10  Vlasto (1970), p. 208.
18. 1 2  De administrando imperio, cap. 29.
«La maggior parte di questi Slavi [Serbi, Croati] non erano nemmeno battezzati, e rimasero non battezzati abbastanza a lungo. Ma al tempo di Basilio, l'imperatore amante di Cristo, essi inviarono degli agenti diplomatici, pregandolo e supplicandolo che quelli di loro che non erano battezzati potessero ricevere il battesimo e che potessero essere, come erano stati in origine, soggetti all'impero dei Romani; e quel glorioso imperatore, di benedetta memoria, li ascoltò e inviò un agente imperiale e dei sacerdoti con lui e battezzò tutti quelli che non erano battezzati delle suddette nazioni.»
19. 1 2  Ćirković (2004), p. 90.
20. 1 2   Vladimir Ćorović, Cristianizzazione degli slavi meridionali, su www-rastko-rs.translate.goog. URL consultato il 2 luglio 2023.
21. ↑  Džino (2023), p. 113.
22. ↑  Eggers (1996), p. 51.
«Im Evangeliar von Cividale wurden offenbar Mutimir und sein Sohn Pribislav (als "Preuuisclavo") eingetragen, was auf serbische Kontakte zu Aquileia deuten könnte.»
23. ↑  Eggers (1996), p. 51.
«Der Übergang Serbiens zum Christentum würde also zeitlich mit ähnlichen Initiativen Roms in Moravia und BosnienSlawonien (wie übrigens auch in Bulgarien) zusammenfallen und eine koordinierte, von Rom ausgehende Aktion in Südosteuropa vermuten lassen.»
24. 1 2  Vlasto (1970), p. 209.
25. ↑   Giovanni Codevilla, Il Medioevo russo: Secoli X-XVII, collana Storia della Russia e dei Paesi limitrofi, vol. 1, Jaca Book, 2021,  p. 21, ISBN 978-88-16-80283-4.
26. ↑  (EN) Thomas E Burman, Brian A. Catlos e Mark D. Meyerson, The Sea in the Middle: The Mediterranean World, 650–1650, Univ of California Press, 2022,  p. 89, ISBN 978-05-20-96900-1.
27. ↑  (EN) 1985 film "Boris I, su imdb.com. URL consultato il 1º luglio 2023.

### Fonti primarie
- Costantino Porfirogenito, De administrando imperio, a cura di Gyula Moravcsik, traduzione di Romillyi J. H. Jenkins, Dumbarton Oaks Center for Byzantine Studies, 1967, ISBN 978-0-88402-021-9.
- Annales Regni Francorum (opera completa), su thelatinlibrary.com. URL consultato il 17 settembre 2021.

### Fonti secondarie
- (EN) John B. Bury, A History of the Eastern Empire from the Fall of Irene to the Accession of Basil I. (A.D. 802-867), Londra, Macmillan, 1912, ISBN 978-12-75-59462-3.
- (EN) Francis W. Carter (a cura di), An Historical Geography of the Balkans, Academic Press, 1977, ISBN 978-01-21-61750-9.
- (EN) Sima Ćirković, The Serbs, Malden, Blackwell Publishing, 2004, ISBN 978-14-05-14291-5.
- (EN) Danijel Džino, Early Medieval Hum and Bosnia, ca. 450-1200: Beyond Myths, Taylor & Francis, 2023, ISBN 978-10-00-89343-4.
- (DE) Martin Eggers, Das Erzbistum des Method: Lage, Wirkung und Nachleben der kyrillomethodianischen Mission, Verlag Otto Sagner, 1996, ISBN 978-38-76-90649-2.
- (EN) John Van Antwerp Jr. Fine, The Early Medieval Balkans: A Critical Survey from the Sixth to the Late Twelfth Century, Ann Arbor, University of Michigan Press, 1991, ISBN 0-472-08149-7.
- (EN) Maria Theresa Houtsma, E.J. Brill's first encyclopaedia of Islam 1913–1936, BRILL, 1993, ISBN 90-04-08265-4.
- (EN) Steven Runciman, A History of the First Bulgarian Empire, Lulu.com, 2018, ISBN 978-03-59-04143-5.
- (EN) Alexis P. Vlasto, The Entry of the Slavs into Christendom: An Introduction to the Medieval History of the Slavs, Cambridge, Cambridge University Press, 1970, ISBN 978-05-21-07459-9.
- (SR) Tibor Živković, Портрети српских владара: IX-XII век [Ritratti di sovrani serbi (secoli IX-XII)], Belgrado, Zavod za udžbenike, 2006, ISBN 86-17-13754-1.
- (EN) Tibor Živković, Forging unity: The South Slavs between East and West 550-1150, Belgrado, Istorijski institut, Čigoja štampa, 2008.